# تامبلتون (آلاباما)
تامبلتون (به انگلیسی: Tumbleton) یک منطقهٔ مسکونی در ایالات متحده آمریکا است که در آلاباما واقع شده‌است. تامبلتون ۱۱۰٫۰۳ متر بالاتر از سطح دریا واقع شده‌است.